# Virtuelle Koloskopie
Die Virtuelle Koloskopie (VC) ist eine radiologische Untersuchung des Dickdarmes (Colon). Diese wird in der Regel mit einem Computertomographen (CT) durchgeführt und wird dann auch CT-Kolonographie oder CT-Koloskopie genannt. Dabei werden dünne Schnittaufnahmen angefertigt und daraus mit speziellen Computerprogrammen zwei- und dreidimensionale Bilder der inneren Darmoberfläche erstellt.
Durch die virtuelle Koloskopie können Polypen, Tumoren und Divertikel diagnostiziert werden.
Weniger verbreitet ist die virtuelle Koloskopie mittels Magnetresonanztomographie (MRT), auf die in diesem Artikel nicht weiter eingegangen wird.

## Indikation
Als Gründe (Indikation) für die Durchführung einer virtuellen Koloskopie gelten:
- die Indikationen wie bei der diagnostischen konventionellen Darmspiegelung (Koloskopie) außer bei Verdacht auf entzündliche Darmerkrankungen
- Tumorsuche insbesondere bei unklarer Gewichtsabnahme oder Metastasen bei unbekanntem Primär-Tumor
- Kontrolluntersuchung nach Darmkrebs-Therapie und/oder Polypektomie
- unvollständige oder nicht durchführbare Darmspiegelung

## Vorbereitung
Wie bei der konventionellen Darmspiegelung muss der Dickdarm vor der Untersuchung entleert werden, damit die Auswertung der Bilder nicht durch Stuhlreste behindert wird. Es gibt eine Reihe unterschiedlicher Protokolle zur Darmvorbereitung. Die ausführende radiologische Klinik bestimmt das Prozedere der Darmvorbereitung.
Diese kann aus einer mehrtägigen ballaststoffarmen Diät, flüssiger Diät und einem oder einer Kombination aus verschiedenen Abführmitteln (Laxantien) am Vortag oder über mehrere Tage bestehen. Wichtig ist eine ausreichende Flüssigkeitszufuhr, die die Darmreinigung unterstützt und den Flüssigkeitsverlust während des Abführens ausgleicht.
Manchmal wird auch noch ein Suppositorium zur besseren Enddarmreinigung verabreicht.
Oft werden zusätzlich orale Kontrastmittel verabreicht, das sind Präparate auf Jod- oder Bariumbasis, die am Vortag oder zusammen mit der Spezialkost eingenommen werden. Das Kontrastmittel soll sich mit dem gegebenenfalls zurückbleibenden Stuhl vermischen, welcher sich dann besser von möglichen Polypen im Darm abgrenzen lässt und somit falsch positive Resultate bei der Befundung reduziert.
Am Untersuchungstag darf der Patient in der Regel nur klare Getränke zu sich nehmen.

## Untersuchungsablauf
Die gesamte Untersuchung dauert circa 10 bis 20 Minuten, es bedarf keiner Schmerz- oder Beruhigungsmittel.
Es wird gewöhnlich ein darmrelaxierendes Mittel intravenös verabreicht, Butylscopolamin oder Glucagon.
Zu Beginn der Untersuchung wird dem Patienten auf dem CT-Tisch ein dünner kurzer Silikonschlauch (Rektalkatheter) in den Enddarm eingeführt. Über diesen wird gewöhnlich mit einer automatischen Pumpe Gas in den Dickdarm eingeblasen. In der Regel wird CO2 verwendet, welches nach der Untersuchung schnell über den Darm aufgenommen wird und somit zügig den als unangenehm empfundenen Gashalt im Darmlumen und Blähungen vermindert.
Wenn der Darm gut ausgedehnt ist, wird eine Untersuchung in Bauchlage ausgeführt. Dabei bewegt sich der CT-Tisch mit dem Patienten durch die CT-Röhre, welches circa 10 bis 20 Sekunden dauert. Anschließend dreht sich der Patient und es erfolgt eine Untersuchung in Rückenlage.
Gewöhnlich werden beide Scans mit einer reduzierten Strahlendosis durchgeführt, als so genannte low dose oder auch ultra-low dose Scans.
Bei bestimmten Fragestellungen wird der zweite Scan mit intravenösem Kontrast und normaler Strahlendosis ausgeführt.

## Bildbearbeitung und Analyse
Nach der Untersuchung werden die eingescannten Schnittbilder durch Computerprogramme aufbereitet. Der Radiologe wertet beide Bildserien aus. Mögliche unvollständig beurteilbare Bereiche oder verdächtige Veränderungen in der Bauchlageserie werden mit der Rückenlageserie abgeglichen und umgekehrt.
Aus jeder Bildserie können die gewöhnlichen axialen, coronalen und sagittalen 2D-Bilder rekonstruiert werden. Es werden auch spezielle 3D-Bilder erstellt, eine Art fly through Programm erlaubt dem Radiologen eine Sicht in den Darm als würde eine Koloskopie durchgeführt.
Neben der Beurteilung des Dickdarmes wird auch das übrige Abdomen befundet.

## Befunde
- Aussackungen (Divertikel)
- Polypen
- Tumoren
- Engstellen (Stenosen)
- Nebenbefunde außerhalb des Dickdarmes

## Vorteile
Die virtuelle Koloskopie ist für die Patienten komfortabler und bedarf meist weniger Zeit als die konventionelle Koloskopie. Es bedarf keiner Schmerz- oder Beruhigungsmittel. Selbst bei extrem langen und schlingrigen Dickdärmen ist in der Regel das gesamte Kolon untersucht, welches bei der konventionellen Koloskopie problematisch sein kann.
Die Bilder der VC sind jederzeit zugänglich für eine zweite Beurteilung. Die VC kann herkömmliche Kolon-Bariumkontrastuntersuchungen ersetzen. Die VC erlaubt Nebenbefunde außerhalb des Kolon oder kann mit einer geplanten CT des Abdomens kombiniert werden.

## Nachteile
Die virtuelle Koloskopie mittels CT bedient sich Röntgenstrahlen, obwohl die Strahlendosis bei entsprechenden Ultra-low-dose-Protokollen erheblich gesenkt werden kann. Es können weder Gewebeproben (Biopsie) genommen, noch Polypen abgetragen werden. So muss bei entsprechendem Befund der VC anschließend noch eine Darmspiegelung durchgeführt werden. Mit der VC sind platte Veränderungen in der Darmschleimhaut, entzündliche Veränderungen und Angiodysplasien nicht zu diagnostizieren. Nicht zuletzt aufgrund dessen wird die konventionelle Darmspiegelung noch immer als der Goldstandard zur Beurteilung des Dickdarmes angesehen.